# نادي فتح سيدي بنور
نادي فتح سيدي بنور لكرة القدم هو نادٍ رياضي مغربي من مدينة سيدي بنور تم إنشاؤه في سنة 1957. صعد الى القسم الأول هواة المغربي.
من أبرز الأسماء التاريخية التي عرفها الفريق: المدافع عبد الله كاملي، المدرب الطاهر زبار، المهاجم بوشعيب غوجة والمهاجم الأسطورة محمد زنيبر.